# Saint-Mayeux

Saint-Mayeux este o comună în departamentul  Côtes-d'Armor, Franța. În 1 ianuarie 2022 avea o populație de 460 de locuitori.